# Irlanda en los Juegos Olímpicos de Londres 1948
Irlanda estuvo representada en los Juegos Olímpicos de Londres 1948 por un total de 72 deportistas que compitieron en 9 deportes.  
El portador de la bandera en la ceremonia de apertura fue Paddy O'Carrol (administrativo de la delegación). El equipo olímpico irlandés no obtuvo ninguna medalla en estos Juegos.